# Škoda Scala
La Škoda Scala è un'autovettura di segmento C prodotto dalla casa automobilistica ceca Škoda Auto dal 2019.

## Contesto
Lanciata nel 2019, è l'erede della Rapid. La Scala si basa sulla piattaforma MQB del Gruppo Volkswagen.

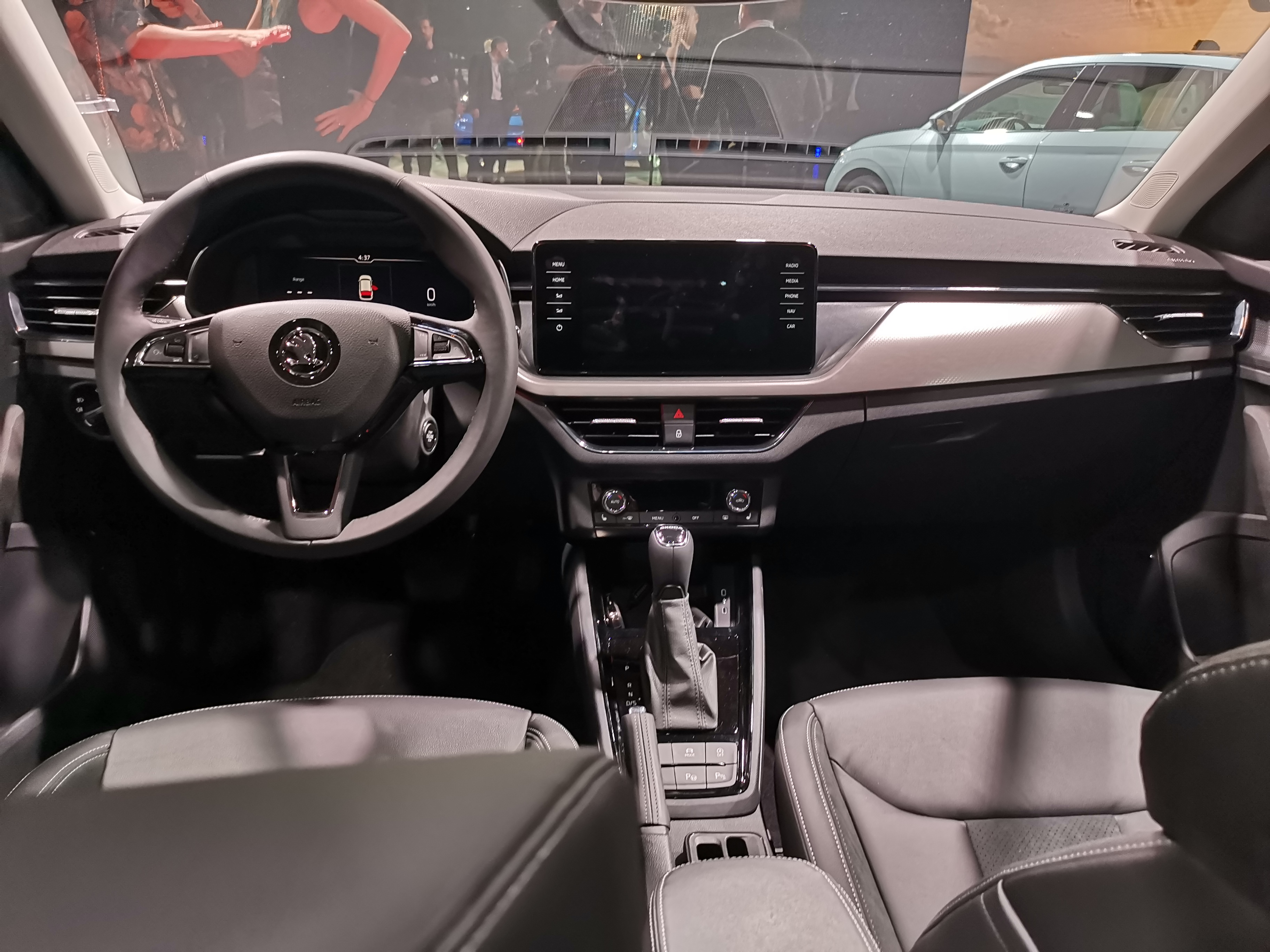
Interni

Dopo quattro anni nella fase di sviluppo, la prima ufficiale della Scala si è tenuta il 6 dicembre 2018 a Tel Aviv, Israele, poiché Škoda è il marchio europeo più venduto nel paese. Il design è stato precedentemente presentato in anteprima come concept Škoda Vision RS al Salone di Parigi 2018. Si basa su una versione allungata della piattaforma MQB A0 che è alla base della Volkswagen Polo e della SEAT Ibiza.
In Europa sono disponibili tre livelli di allestimento: Ambition, Style e Sport Monte Carlo. Esisteva anche una versione intermedia tra la Ambition e la Style: la Sport, con un assetto sportivo di serie più basso di 1,5 cm ed interni sportivi.

È la prima vettura Škoda con una connessione Internet costante, che funziona con una SIM integrata con connettività 4G permanente che consente ai proprietari di sbloccare l'auto utilizzando uno smartphone e di aggiornare automaticamente le mappe del navigatore.
Il restyling è stato presentato nell'agosto 2023, insieme a quello della Kamiq.

## Motorizzazioni
La Scala è disponibile con una gamma composta da tre motorizzazioni a benzina e una diesel, il 1,6 litri TDI con 115 CV (85 kW), successivamente eliminata. 
Oltre alle tradizionali motorizzazioni turbo benzina a tre cilindri da 1,0 litri da 95 CV (70 kW) e 115 CV (85 kW), sostituito poi dal 1.0 litri da 110 CV (81 kW), c'è anche una versione più potente che monta un quattro cilindri 1,5 da 150 CV (110 kW). Il 110 CV ed il 150 CV possono essere abbinati, oltre ad un cambio manuale a 6 rapporti, ad un DSG a 7.
Nel 2019 è stata presentata anche una versione G-TEC a metano monofuel, con motore 1.0 da 90 CV (66 kW), in abbinamento a un cambio manuale a 6 marce.

## Riconoscimenti
- Red Dot Design Award 2019[8]